# Naoto Ōtake
Naoto Ōtake (jap. 大嶽 直人 Ōtake Naoto; * 18. Oktober 1968 in Shizuoka) ist ein ehemaliger japanischer Fußballspieler und heutiger Trainer.

## Karriere

### Spieler

#### Verein
Naoto Ōtake erlernte das Fußballspielen in der Universitätsmannschaft der Juntendo University. Von 1991 bis 1997 stand Naoto Ōtake bei den Yokohama Flügels unter Vertrag. Für den Klub bestritt er 188 Ligaspielen. 1993 gewann er mit dem Verein den japanischen Pokal. 1998 ging er zu Kyoto Purple Sanga. Hier spielte er bis zu seinem Karriereende 2001.

#### Nationalmannschaft
1994 debütierte Ōtake für die japanische Fußballnationalmannschaft. Mit der japanischen Nationalmannschaft qualifizierte er sich für die Asienmeisterschaft 1988 und 1992.

### Trainer
Naoto Ōtake war von 2010 bis 2012 als Trainer im Frauenfußball tätig. Von 2013 bis 2015 war er Co-Trainer beim Zweitligisten Giravanz Kitakyūshū. 2016 wechselte er als Co-Trainer zum ebenfalls in der zweiten Liga spielenden Kyōto Sanga. Von 2018 bis 2021 war er wieder als Trainer im Bereich des Frauenfußballs tätig. Am 1. Februar 2022 übernahm er das Traineramt beim Drittligisten Kagoshima United FC.

## Erfolge

### Spieler

#### Verein
Yokohama Flügels
- Japanischer Pokalsieger: 1993

#### Nationalmannschaft
- Asienmeisterschaft: 1992